# Elitloppet 2011
Elitloppet 2011 var den 60:e upplagan av Elitloppet och gick av stapeln söndagen den 29 maj 2011 på Solvalla i Stockholm. Finalen vanns av den svensktränade, tyskägda hästen Brioni, körd och tränad av Joakim Lövgren. Detta var Lövgrens första och hittills enda seger i Elitloppet i karriären.
Brioni slutade som femma i mål i sitt kvalheat, och kvalificerade sig därför inte till final. Det meddelades dock kort efter målgång att hästen Define The World diskvalificerats för trängning, och att Brioni därmed istället kommit på fjärdeplats. Brioni fick startspår 8 i finalen och kördes väldigt sparsamt i loppet, för att på upploppet spurta hela vägen till vinst, knappt före tvåan Rapide Lebel. Detta var den dittills största skrällen i Elitloppets historia, då Brioni gav hela 27 gånger pengarna som vinnare. Oddsrekordet slogs av Timoko och Björn Goop i 2017 års upplaga, som segrade till nära 31 gånger pengarna.

## Upplägg och genomförande
Elitloppet är ett inbjudningslopp och varje år bjuds 16 hästar som utmärkt sig in till Elitloppet. Hästarna lottas in i två kvalheat, och de fyra bästa i varje försök går vidare till finalen som sker 2–3 timmar senare samma dag. Desto bättre placering i kvalheatet, desto tidigare får hästens tränare välja startspår inför finalen. Samtliga tre lopp travas sedan 1965 över sprinterdistansen 1 609 meter (engelska milen) med autostart (bilstart). Förstapris i finalen är  3 miljoner kronor, och 250 000 kronor i respektive kvalheat.

## Kvalheat 1
| P | S | Häst             | Kusk               | Tränare           | Land      | Odds  | Tid      |
| - | - | ---------------- | ------------------ | ----------------- | --------- | ----- | -------- |
| 1 | 1 | Rapide Lebel     | Éric Raffin        | Sébastien Guarato | Frankrike | 2,86  | 1.10,3   |
| 2 | 6 | Wishing Stone    | Jean-Michel Bazire | Fabrice Souloy    | Frankrike | 7,00  | 1.10,7   |
| 3 | 8 | Libeccio Grif    | Marco Smorgon      | Marco Smorgon     | Italien   | 77,50 | 1.10,9ag |
| 4 | 3 | Brioni           | Joakim Lövgren     | Joakim Lövgren    | Tyskland  | 3,20  | 1.11,2   |
| 0 | 7 | Lavec Kronos     | Lutfi Kolgjini     | Lutfi Kolgjini    | Sverige   | 12,00 | 1.12,3   |
| d | 4 | Define The World | Paul Macdonell     | John Bax          | Kanada    | 5,10  | tr4a     |
| d | 2 | Year In Review   | Per Lennartsson    | Per Lennartsson   | Sverige   | 8,70  | 7ag      |
| d | 5 | Reven d'Amour    | Fredrik B. Larsson | Henrik Larsson    | Sverige   | 18,60 | 8ag      |

## Kvalheat 2
| P   | S | Häst            | Kusk               | Tränare           | Land      | Odds  | Tid    |
| --- | - | --------------- | ------------------ | ----------------- | --------- | ----- | ------ |
| 1   | 2 | Arch Madness    | Björn Goop         | Trond Smedshammer | USA       | 1,80  | 1.10,0 |
| 2   | 1 | Yarrah Boko     | Ulf Ohlsson        | Trond Anderssen   | Norge     | 19,80 | 1.10,3 |
| 3   | 5 | Rakas           | Per Lennartsson    | Per Lennartsson   | Sverige   | 16,80 | 1.10,4 |
| 4   | 7 | Lisa America    | Torbjörn Jansson   | Jerry Riordan     | Italien   | 4,20  | 1.10,6 |
| 0   | 4 | Oyonnax         | Sébastien Ernault  | Vincent Brazon    | Frankrike | 6,30  | 1.10,8 |
| 0   | 6 | Prince Tagg     | Ralf Karlstedt     | Ralf Karlstedt    | Sverige   | 11,70 | 1.10,9 |
| 0   | 3 | Iceland         | Örjan Kihlström    | Stefan Melander   | Sverige   | 9,10  | 1.11,5 |
| str | 8 | Commander Crowe | Jean-Michel Bazire | Fabrice Souloy    | Frankrike | -     | -      |

## Finalheat
| P | S | Häst          | Kusk               | Tränare           | Land      | Odds  | Tid      |
| - | - | ------------- | ------------------ | ----------------- | --------- | ----- | -------- |
| 1 | 8 | Brioni        | Joakim Lövgren     | Joakim Lövgren    | Tyskland  | 27,06 | 1.10,5   |
| 2 | 2 | Rapide Lebel  | Éric Raffin        | Sébastien Guarato | Frankrike | 2,10  | 1.10,5ag |
| 3 | 5 | Rakas         | Per Lennartsson    | Per Lennartsson   | Sverige   | 20,90 | 1.10,7   |
| 4 | 4 | Yarrah Boko   | Ulf Ohlsson        | Trond Anderssen   | Norge     | 17,80 | 1.10,7   |
| 5 | 6 | Libeccio Grif | Marco Smorgon      | Marco Smorgon     | Italien   | 63,50 | 1.10,9   |
| 0 | 1 | Arch Madness  | Björn Goop         | Trond Smedshammer | USA       | 2,40  | 1.10,9   |
| 0 | 7 | Lisa America  | Torbjörn Jansson   | Jerry Riordan     | Italien   | 9,20  | 1.11,1   |
| 0 | 3 | Wishing Stone | Jean-Michel Bazire | Fabrice Souloy    | Frankrike | 9,90  | 1.11,2   |